# Balsac (Aveyron)
Pour les articles homonymes, voir Balsac.
Balsac est une ancienne commune française située dans le département de l'Aveyron, en région Occitanie.

### Localisation

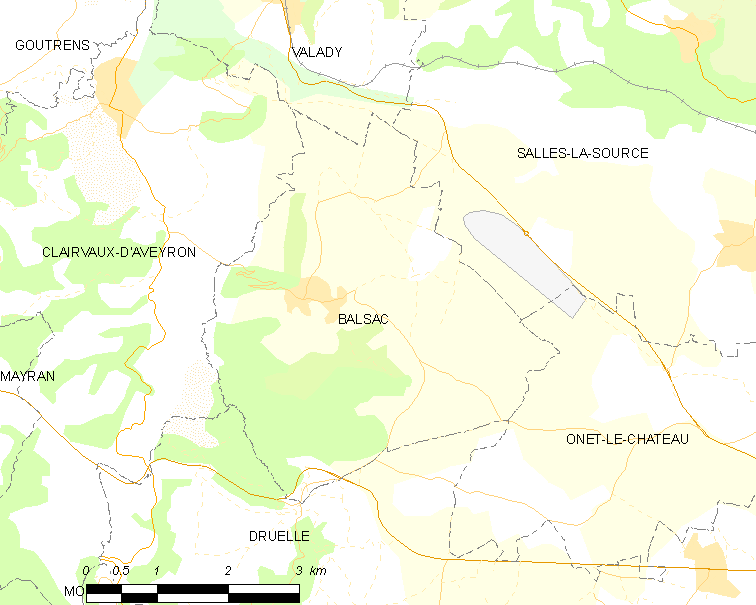

## Histoire
Balsac est également un lieu, ancienne abbaye, près de Saint-Gérons dans la Haute-Loire, d'où sont partis les habitants vers l'an 1000, vers l'ouest et les gorges du Viaur, origine des noms Balssa, Balzac.
Elle fusionne le 1er janvier 2017 avec Druelle pour constituer la commune nouvelle de Druelle Balsac.

## Politique et administration
| Période | Période  | Identité      | Étiquette | Qualité  |
| ------- | -------- | ------------- | --------- | -------- |
| 2017    | En cours | Daniel Raynal | DVG       | Retraité |

| Période                                  | Période | Identité      | Étiquette | Qualité     |
| ---------------------------------------- | ------- | ------------- | --------- | ----------- |
| Les données manquantes sont à compléter. |         |               |           |             |
| avant 1988                               | ?       | François Pons | Droite    | Agriculteur |
| 2001                                     | 2008    | Alain Gabriac |           |             |
| 2008                                     | 2016    | Daniel Raynal | DVG       | Retraité    |

## Démographie
L'évolution du nombre d'habitants est connue à travers les recensements de la population effectués dans la commune depuis 1793. À partir du 1er janvier 2009, les populations légales des communes sont publiées annuellement dans le cadre d'un recensement qui repose désormais sur une collecte d'information annuelle, concernant successivement tous les territoires communaux au cours d'une période de cinq ans. 
Pour les communes de moins de 10 000 habitants, une enquête de recensement portant sur toute la population est réalisée tous les cinq ans, les populations légales des années intermédiaires étant quant à elles estimées par interpolation ou extrapolation. Pour la commune, le premier recensement exhaustif entrant dans le cadre du nouveau dispositif a été réalisé en 2005,.
En 2014, la commune comptait 617 habitants, en évolution de +3,18 % par rapport à 2009 (Aveyron : +0,58 %, France hors Mayotte : +2,49 %).
| 1793 | 1800 | 1866 | 1872 | 1876 | 1881 | 1886 | 1891 | 1896 |
| ---- | ---- | ---- | ---- | ---- | ---- | ---- | ---- | ---- |
| 591  | 461  | 595  | 569  | 605  | 648  | 633  | 612  | 563  |

| 1901 | 1906 | 1911 | 1921 | 1926 | 1931 | 1936 | 1946 | 1954 |
| ---- | ---- | ---- | ---- | ---- | ---- | ---- | ---- | ---- |
| 536  | 520  | 481  | 434  | 407  | 411  | 402  | 400  | 361  |

| 1962 | 1968 | 1975 | 1982 | 1990 | 1999 | 2005 | 2010 | 2014 |
| ---- | ---- | ---- | ---- | ---- | ---- | ---- | ---- | ---- |
| 346  | 328  | 347  | 407  | 411  | 501  | 565  | 611  | 617  |

## Culture locale et patrimoine

### Lieux et monuments

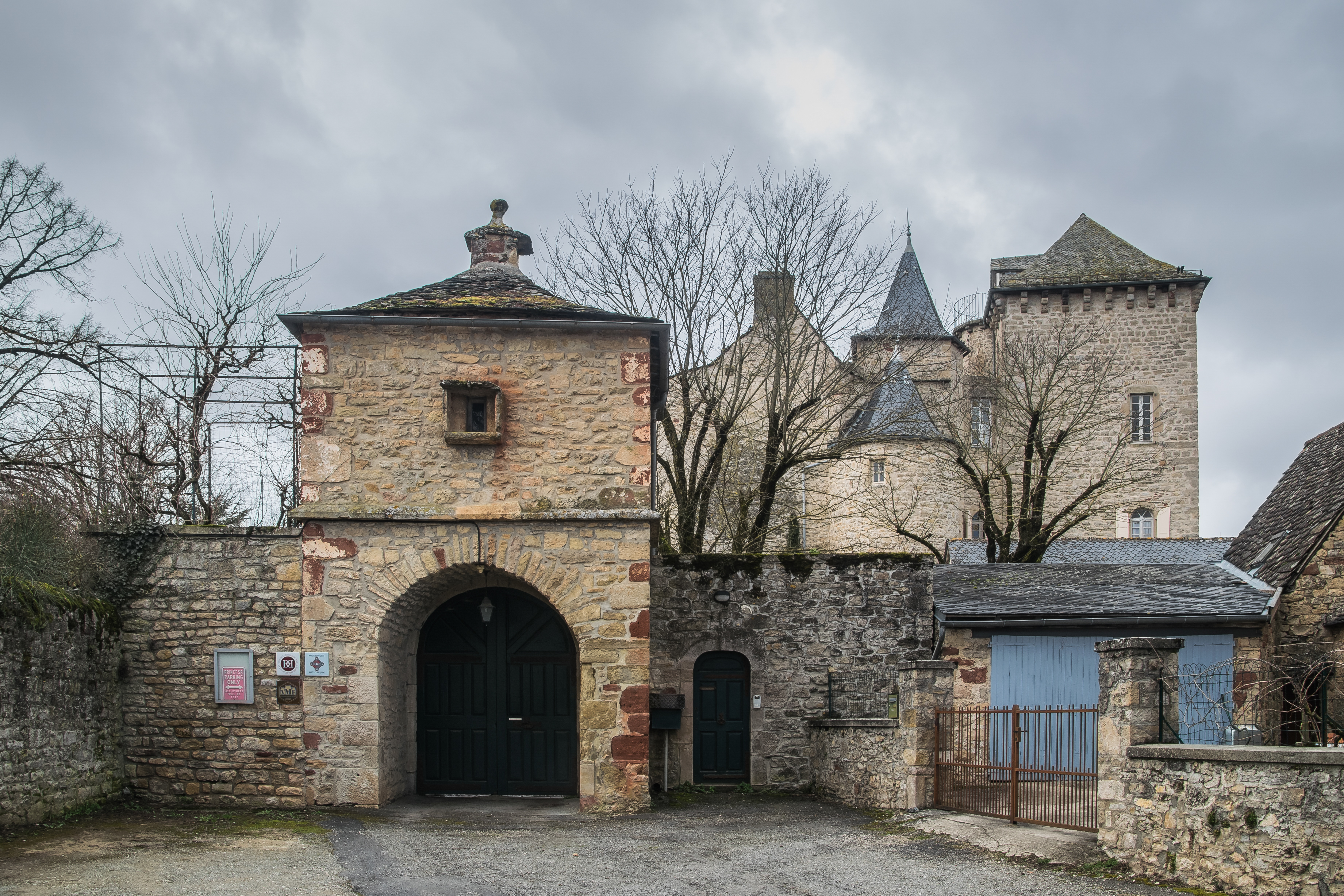
Le château de Balsac

- Château de Balsac  Inscrit MH (2007)[6] qui a appartenu à la famille de Glandières puis de Faramond et vendu par ces derniers en 1780 à un bourgeois de Rodez nommé Grailhe.
- Ruines de l'ancien prieuré du Sauvage  Inscrit MH (1981)[7], celle grandmontaine du XIIIe siècle.